# Сахалин (шхуна, 1861)
«Сахалин» — трехмачтовая парусно-винтовая шхуна Сибирской флотилии Российской империи.

## Описание шхуны
Паровая трехмачтовая шхуна с железным корпусом, водоизмещением 450 тонн. Длина шхуны составляла 46 метров, ширина — 7,5 метра, осадка — 3,5 метра. На судне была установлена паровая машина мощностью 40 номинальных л. с. и один гребной винт. По свидетельству командира шхуны А. А. Корнилова её скорость достигала около 9 узлов в полный бейдевинд в риф-марсельный ветер. Вооружение судна состояло из четырёх 12-фунтовых карронад.

## Строительство
Паровая шхуна «Сахалин» была заказана в 1860 году у фирмы J.C. Godeffroy & Sohn, которой владел И. Ц. Годефруа. Шхуна спущена на воду в Гамбурге 12 (24) декабря 1861 года. С 8 октября 1861 года по 2 февраля 1862 года команда шхуны пребывала на берегу в Гамбурге. Командиром шхуны назначен капитан-лейтенант А. А. Корнилов, который прибыл на шхуну 19 марта 1862 года, и в этот же день шхуна вышла из Гамбурга и взяла курс к месту службы — на Дальний Восток России. В походе также участвовал лейтенант Н. Валицкий, будущий командир транспорта «Манджур».
27 марта (8 апреля) 1862 года для наблюдения за постройкой шхуны из России в Гамбург также был командирован капитан-лейтенант М. А. Бирилев, который в следующем 1862 году берегом вернулся в Санкт-Петербург.

## История службы
14 июля шхуна вышла из Саймонстауна, 24 августа была в Сингапуре для загрузки угля. Далее для пополнения запаса угля были сделаны остановки в Сайгоне (Хошимин) и 10 сентября в Гонконге. 12 октября 1862 года шхуна прибыла в Нагасаки, где осталась на зимовку до 12 марта 1863 года. 18 марта шхуна зашла в порт Хакодате. В начале апреля шхуна прибыла в Николаевск (ныне Николаевск-на-Амуре).
Шхуна вошла в состав Сибирской флотилии. В 1863 году командование шхуной принял лейтенант Г. Г. Тобизин, ранее командовавший шхуной «Пурга» в 1857—1863 годах. В кампанию этого года шхуна совершала плавания в Татарском проливе и лимане Амура.
В кампании 1864 и 1865 годов шхуна совершала плавания по южным портам Китайского и Японского морей, при этом к 7 января 1865 года во время зимовки в Гонконге была исправлена и выкрашена подводная часть шхуны.
18 ноября 1865 года в протоке Пальво шхуна села на мель, с которой сошла самостоятельно 31 мая 1866 года с прибылью воды.
В кампанию 1866 года выходила из Николаевска в плавания в Охотское море и по северным портам Тихого океана.
20 июля 1867 года шхуна вышла из Николаевска с ротой солдат, которой командовал подпоручик В. К. Шван (1845—1891), и отправилась к югу Сахалина к лагуне Буссе. 29 июля там были высажены солдаты, тем самым был возобновлён Муравьёвский пост. 5 августа шхуна в тумане села на камни. Команда и пассажиры высадились на берег. 18 августа часть спасённого груза, пассажиров и часть команды отправили на американском пароходе «Ровер» (Rover) в Петровское зимовье. 26 августа в сильным шторм шхуна была разбита и унесена в море.
Шхуна «Сахалин» была исключена из списков судов флота 27 января (8 февраля) 1868 года .
Судебное разбирательство по факту гибели шхуны продолжалось до 1871 года. В сентябре 1870 года умер командир шхуны Г. Г. Тобизин, 12 февраля 1871 года умер штурман поручик И. М. Божедомов. Лейтенант князь К. Е. Енгалычев, исполняющий обязанности вахтенного начальника на шхуне в момент удара, был отчислен с морской службы.

## Экипаж шхуны
Экипаж шхуны состоял из 40 человек, включая 8 офицеров и 32 нижних чинов.

### Командиры
Командирами парусно-винтовой шхуны «Сахалин» в составе Российского императорского флота в разное время служили:
- ??.??.1861—??.??.1863 капитан-лейтенант А. А. Корнилов[16];
- 1863 лейтенант Свиньин[15];
- ??.??.1863—??.??.1867 лейтенант Г. Г. Тобизин[7].

### Другие должности
Также сохранились сведения о других членах экипажа, в разное время служивших на шхуне:
- 01.01.1864—??.??.1865 лейтенант К. К. Де Гер[17];
- ??.??.186?—??.??.1867 штурманский офицер КФШ поручик И. М. Божедомов;
- ??.??.186?—??.??.1867 вахтенный начальник лейтенант князь К. Е. Енгалычев.